# Letnie Grand Prix w skokach narciarskich w Râșnovie
Letnie Grand Prix w skokach narciarskich w Râșnovie – zawody w skokach narciarskich, rozgrywane w ramach Letniego Grand Prix/Letniego Grand Prix kobiet na skoczni Trambulina Valea Cărbunării w rumuńskim Râșnovie.

## Podia poszczególnych konkursów LGP w Râșnovie

### Kobiety
| Lp | Data             | HS    | Uwagi | 1. miejsce    | 2. miejsce                 | 3. miejsce      |
| -- | ---------------- | ----- | ----- | ------------- | -------------------------- | --------------- |
| 1. | 17 września 2022 | HS-97 | –     | Eva Pinkelnig | Urša Bogataj               | Nika Prevc      |
| 2. | 23 września 2023 | HS-97 | –     | Nika Križnar  | Ema Klinec Nozomi Maruyama | —               |
| 3. | 24 września 2023 | HS-97 | –     | Nika Križnar  | Ema Klinec                 | Nika Prevc      |
| 4. | 21 września 2024 | HS-97 | –     | Lara Malsiner | Annika Sieff               | Nozomi Maruyama |
| 5. | 22 września 2024 | HS-97 | –     | Lara Malsiner | Nozomi Maruyama            | Annika Sieff    |

### Mężczyźni
| Lp | Data             | HS    | Uwagi | 1. miejsce                                     | 2. miejsce                           | 3. miejsce                               |          |
| -- | ---------------- | ----- | ----- | ---------------------------------------------- | ------------------------------------ | ---------------------------------------- | -------- |
| 1. | 22 września 2018 | HS-97 | –     | Karl Geiger                                    | Piotr Żyła                           | Jewgienij Klimow                         |          |
| 2. | 23 września 2018 | HS-97 | –     | Karl Geiger                                    | Jewgienij Klimow                     | Dawid Kubacki                            |          |
| —  | 18 września 2021 | HS-97 | [ a ] | odwołany                                       | odwołany                             | odwołany                                 | odwołany |
| —  | 19 września 2021 | HS-97 | [ a ] | odwołany                                       | odwołany                             | odwołany                                 | odwołany |
| 3. | 17 września 2022 | HS-97 | duety | Austria 1. Daniel Tschofenig 2. Manuel Fettner | Polska 1. Stefan Hula 2. Paweł Wąsek | Japonia 1. Reruhi Shimizu 2. Ren Nikaidō |          |
| 4. | 17 września 2022 | HS-97 | –     | Ren Nikaidō                                    | Paweł Wąsek                          | Władimir Zografski                       |          |
| 5. | 23 września 2023 | HS-97 | –     | Gregor Deschwanden                             | Ren Nikaidō                          | Fatih Arda İpcioğlu                      |          |
| 6. | 24 września 2023 | HS-97 | –     | Władimir Zografski                             | Gregor Deschwanden                   | Remo Imhof                               |          |
| 7. | 21 września 2024 | HS-97 | –     | Paweł Wąsek                                    | Ulrich Wohlgenannt                   | Kevin Bickner                            |          |
| 8. | 22 września 2024 | HS-97 | –     | Paweł Wąsek                                    | Ren Nikaidō                          | Alex Insam                               |          |

### Drużynowe
| Lp | Data             | HS    | Uwagi | 1. miejsce                                                                    | 2. miejsce                                                            | 3. miejsce                                                                                       |
| -- | ---------------- | ----- | ----- | ----------------------------------------------------------------------------- | --------------------------------------------------------------------- | ------------------------------------------------------------------------------------------------ |
| 1. | 18 września 2022 | HS-97 | mikst | Austria 1. Julia Mühlbacher 2. Jan Hörl 3. Eva Pinkelnig 4. Daniel Tschofenig | Słowenia 1. Nika Prevc 2. Patrik Vitez 3. Urša Bogataj 4. Peter Prevc | Norwegia 1. Thea Minyan Bjørseth 2. Bendik Jakobsen Heggli 3. Silje Opseth 4. Fredrik Villumstad |